# Tranvía de la sal del Valle Salino
El tranvía de sal de Saline Valley se encuentra en el condado de Inyo, California, Estados Unidos. El tranvía aéreo eléctrico se construyó entre 1911 y 1913 para transportar sal desde el Saline Valley, sobre las Montañas Inyo y hacia el Valle Owens. Cubriendo una distancia de 13,4 millas (21,6 km), operó esporádicamente desde 1913 hasta 1935 para cuatro compañías diferentes. Durante su funcionamiento, fue el tranvía más empinado de los Estados Unidos.
El tranvía fue construido para Saline Valley Salt Company (SVSC) por Trenton Iron Company, pero los costos de su construcción y operación fueron ruinosamente altos para SVSC. La operación de extracción de sal y el tranvía fueron arrendados en 1915 a Owens Valley Salt Company hasta que quebró en 1918. En 1920, Trenton Iron Company se hizo cargo del tranvía, que lo vendió a Sierra Salt Company en 1928. La Sierra Salt Company volvió a ponerlo en servicio hasta que la empresa quebró en 1935. El tranvía fue incluido en el Registro Nacional de Lugares Históricos el 31 de diciembre de 1974.

## Antecedentes
La extracción de sal del Saline Valley comenzó en 1864, cuando un agricultor que residía en el cercano Owens Valley recolectó sal de un depósito de 12 millas cuadradas (31 km2) en el extremo sureste del valle. El agricultor vendió el 99 % de sal pura a otros colonos en el valle de Owens. Situado entre Panamint Range y las Montañas Inyo, el acceso al Valle Salino era difícil; el viaje desde Owens Valley hasta Saline Valley tomó dos días a pesar de cubrir solo 12 millas (19 km).12 millas (19,3 km).
Casi cuatro décadas después, en 1902, Conn and Trudo Borax Company estableció una mina en Saline Valley. Al año siguiente, White Smith, un abogado nacido en Tennessee que trabajaba para Conn y Trudo como camionero, organizó la Saline Valley Salt Company (SVSC). La SVSC extrajo la sal del valle a pequeña escala desde 1903 hasta la muerte del presidente de la empresa, L. Bourland, en 1905. Posteriormente, Smith asumió la dirección y comenzó a buscar inversores para ampliar las operaciones de la SVSC.
En 1908, el SVSC comenzó a estudiar cómo mover la sal de manera más económica desde Saline Valley hasta la estación de ferrocarril del Southern Pacific cerca de Keeler, California. La empresa primero consideró un ferrocarril, que también podría transportar mineral de las minas de cobre cercanas. Esto se descartó como una opción viable debido a la aspereza de las montañas Inyo. La SVSC luego consideró mover la sal como salmuera a través de un oleoducto, que la empresa consideró relativamente económico de construir. Sin embargo, un oleoducto no permitiría el movimiento de carga hacia Saline Valley, y en 1911 el SVSC decidió construir un tranvía aéreo.

## Construcción y operación
Para determinar la ruta y el costo del tranvía, el SVSC comenzó un estudio de la región a cruzar en abril de 1911. El terreno era tan difícil que algunos cañones requirieron varios días para atravesar. La ruta se finalizó en julio de 1911. El 14 de agosto, la SVSC contrató a Trenton Iron Company, una subsidiaria de American Steel and Wire Company, para construir el tranvía. El trabajo comenzó el 1 de septiembre y se complicó por el clima: los trabajadores trabajaron en temperaturas de hasta 120 °F (49 °C) – y terreno. Para el transporte de materiales, se amplió un camino en las laderas occidentales y se empleó una yunta de ocho caballos para tirar de suministros. En las laderas orientales, donde el terreno hizo imposible la construcción de una carretera, se construyó un tranvía aéreo temporal de dos cables.
Se esperaba que la construcción se completara en mayo de 1912 a un costo de $ 250,000 a $ 500,000 ($ 7,27 millones a $ 14,5 millones a partir de 2021). En cambio, el trabajo no se completó hasta el 2 de julio de 1913, a un costo de $ 750,000 ($ 20,6 millones a partir de 2021). La SVSC no podía permitirse continuar con sus operaciones y en 1915 las arrendó a Owens Valley Salt Company, que operó en Saline Valley hasta que quebró en 1918. En 1920, Taylor Milling Company reinició la operación de sal de Saline Valley pero quebró después de un año, y el tranvía fue tomado por Trenton Iron Company. Sierra Salt Company reabrió la operación en 1925 pero no usó el tranvía hasta que lo compraron en 1928. En 1935, la compañía quebró y se cerró la operación de Saline Valley.

## Diseño

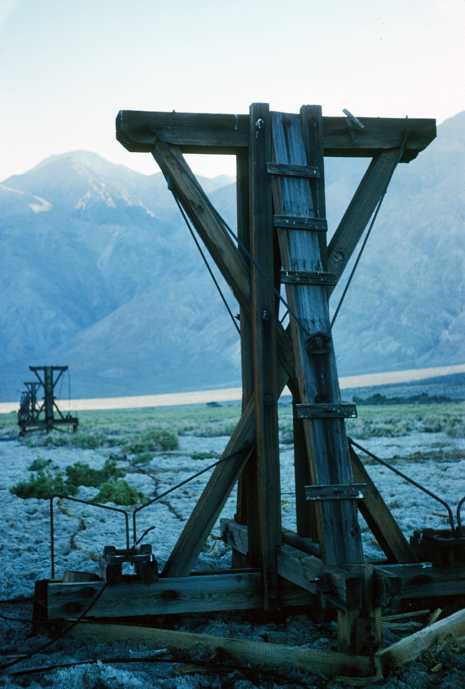
Trusses del tranvía en el Valle Salino

El tranvía tenía 13,4 millas (21,6 km) de largo y estaba dividido en cinco secciones que iban desde 0,75 millas (1,2 km) hasta 4 millas (6,4 km). Cada uno de estos tramos estaba gestionado por un puesto de control. Además, había 34 estructuras para mantener la tensión en la línea. De 1913 a 1935, la ruta fue la más empinada de cualquier tranvía aéreo en los Estados Unidos; en algunos lugares, el ángulo vertical de estructura a estructura podría ser de hasta 40°. La línea se elevó 7600 pies (2316,5 m) desde el suelo del Valle Saline hasta la cima de las montañas Inyo y luego descendió 5100 pies (1554,5 m) hacia el Valle Owens.
El tranvía usaba dos cables para transportar sus baldes, que pesaban 800 libras (362,9 kg) cuando estaban vacíos y podían contener hasta 700 libras (317,5 kg) de sal. El primer cable, para baldes cargados, tenía un grosor de 1,125 pulgadas (2,9 cm). El segundo cable, para baldes vacíos, tenía un grosor de 0,875 pulgadas (2,2 cm). La energía fue suministrada por un motor eléctrico Westinghouse de 75 caballos (76,0 CV) en cada estación de control.  El tranvía movía los cubos a 5,5 millas por hora (8,9 km/h); Se podrían mover 20 toneladas de sal en una hora. Mientras estaba en funcionamiento, el tranvía requería dos trabajadores en cada terminal, dos en cada estación de control y cuatro trabajadores adicionales para el mantenimiento.

## Preservación
El 31 de octubre de 1973, la Oficina de Administración de Tierras nominó al tranvía de sal de Saline Valley para su inclusión en el Registro Nacional de Lugares Históricos. La nominación fue recibida el 16 de octubre de 1974, y aprobada el 31 de diciembre de 1974, con la referencia ID 74000514.